# Tapinoma sessile
Tapinoma sessile este o specie de furnică mică care poartă denumirile comune furnică de casă mirositoare, furnică de zahăr, furnică putoare, și furnică de nucă de cocos. Coloniile lor sunt polidome (constau din mai multe cuiburi) și poligynoase (conțin mai multe regine reproducătoare). La fel ca multe insecte sociale, T. sessile utilizează strategii complexe de căutare a hranei, alocă alimente în funcție de condițiile de mediu și se angajează în competiție cu alte insecte.
T. sessile se regăsește într-o mare diversitate de habitate, inclusiv în interiorul caselor. Ei furajere în principal pentru honeydew, care este produs de afides și insecte scarăs care sunt păzite și îngrijite de furnici, precum și nectar floral și alte alimente zaharoase. Ele sunt dăunători obișnuiți de uz casnic și sunt atrași de surse de apă și dulciuri.
Ca și în cazul majorității celorlalte furnici, T. sesile este esocial. Acest lucru se caracterizează prin diviziunea reproductivă a muncii, îngrijirea cooperativă a tinerilor și generațiile care se suprapun.

## Etimologie
Numele binomului Tapinoma sessile a fost atribuit de Thomas Say în 1836.
Sessile se traduce prin "ședința" care se referă probabil la gasterul așezat direct deasupra pețiolului din abdomenul speciei.
Denumirile comune "furnică mirositoare de casă" și "furnică de nucă de cocos" provin de la mirosul pe care furnicile îl produc atunci când sunt zdrobite, ceea ce este foarte asemănător cu mirosul înțepător al unei nuci de cocos putrezite, brânze albastre sau terebentinei.

## Descriere
T. sessile este o furnică mică care variază în culoare de la maro la negru și variază în lungime de la 1,5–3,2 mm. Când sunt zdrobite, aceste furnici lasă un miros care duce la porecla lor de „furnică putoare”.
Porțiunea gaster a abdomenului se află direct pe partea de sus a pețiolului din abdomenul acestei specii, ceea ce îi ajută să le distingă de alte furnici mici, întunecate, invazive.
O comparație a vizualizării laterale a lui T. sessile (mai jos) și o diagramă a corpului tipic al furnicilor (mai jos) arată cum gasterul lui T. sessile se află deasupra pețiolului său. Acest lucru duce la un pețiol foarte mic și la gaster îndreptat în jos. Porul anal se deschide apoi ventral (spre abdomen) în loc de distal. Antenele lor au 12 segmente.

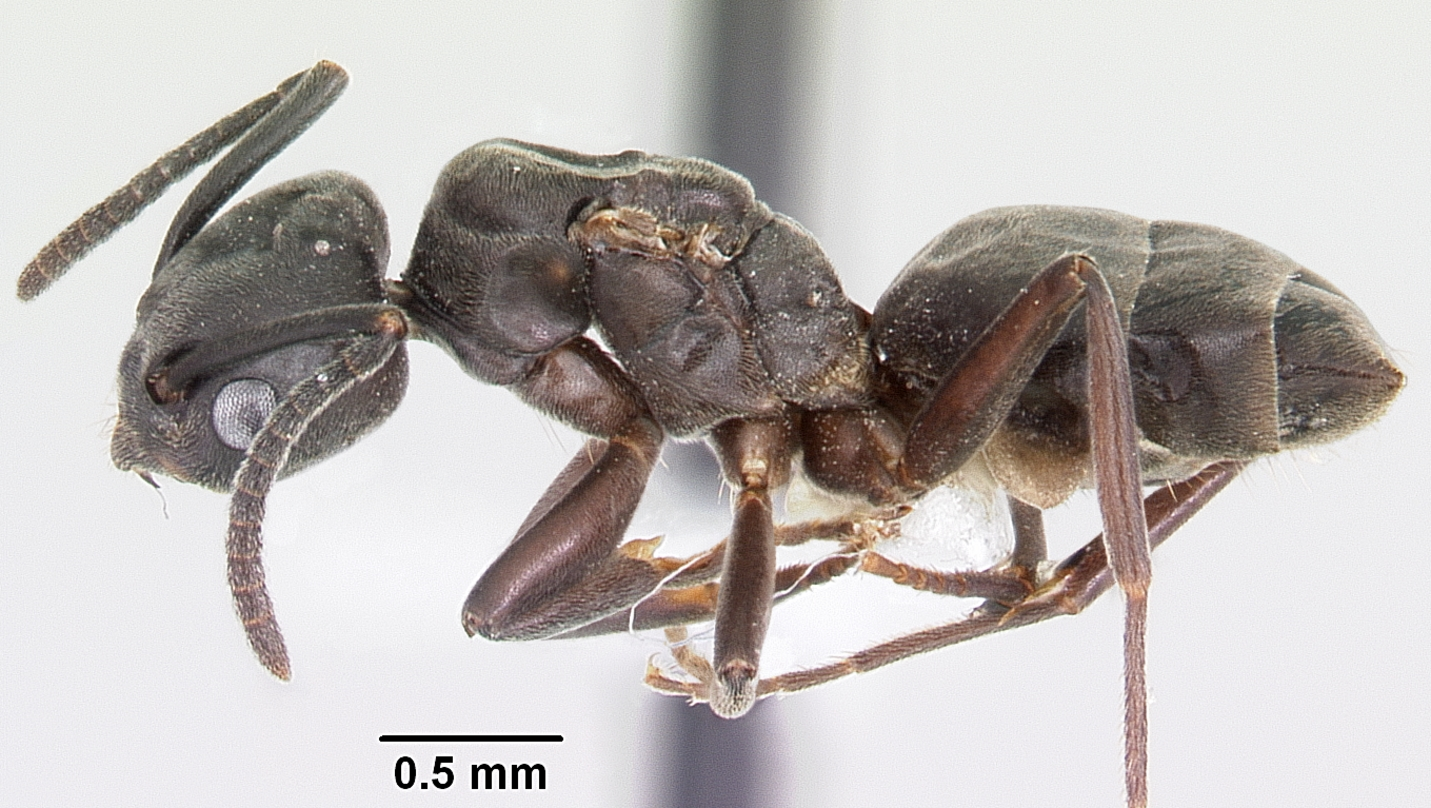
O vedere laterală a corpului T. sesile. Acesta arată că partea gaster a abdomenului este direct deasupra pețiolului furnicii.
O diagramă care arată numele diferitelor secțiuni ale corpului unei furnici tipice. Rețineți că pețiolul din această "furnică tipică" se află în fața suflatului, mai degrabă decât sub el.
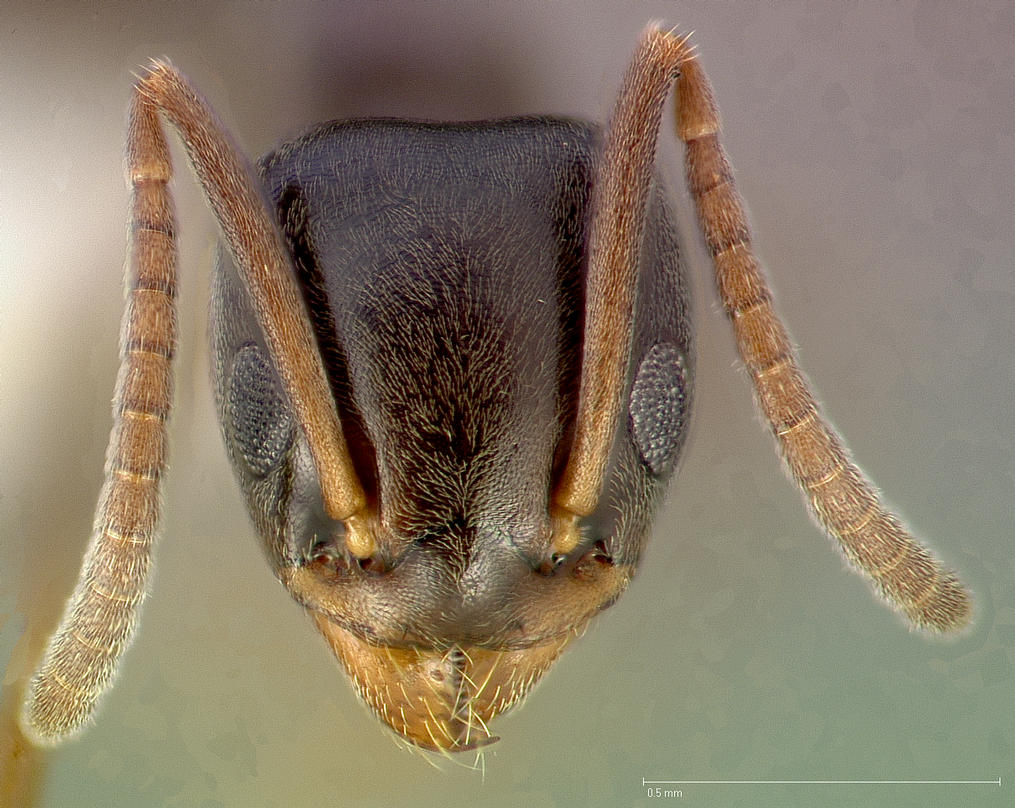
Antenele T. sessile au 12 segmente distincte

Reginele depun ouăle care se incubează între 11-26 zile. După ecloziune, stadiul larvar durează între 13-29 zile, iar etapele pre-pupal și pupal durează între 10-24 zile.
Se cunosc puține lucruri despre durata de viață a furnicii, deși s-a demonstrat că reginele trăiesc cel puțin 8 luni (și probabil mult mai mult), muncitori cel puțin câteva luni (și arată fiecare indicație de a trăi atâta timp cât reginele), în timp ce bărbații par să trăiască doar aproximativ o săptămână.

## Distribuție
T. sessile este originară din America de Nord și variază de la sudul Canadei până la nordul Mexicului, dar este mai puțin frecventă în sud-vestul deșertului.

## Comportament
Coloniile variază în mărime de la câteva sute la zeci de mii de indivizi. Coloniile mari au de obicei mai multe regine.
Furnica mirositoare a casei este dură: muncitorii răniți au fost observați că continuă să trăiască și să lucreze cu puțină dificultate, unele regine cu abdomene zdrobite încă depun ouă și există cazuri documentate de regine T. sessile care supraviețuiesc fără hrană sau apă de peste două luni. De asemenea, par foarte toleranți la căldură și frig. Aceste furnici sunt dificil de îndepărtat dintr-o casă după ce colonia lor a devenit bine stabilită.
Atunci când li s-a oferit o gamă de surse de hrană, furnicile au preferat zahărul și proteinele în locul lipidelor, iar această preferință a persistat în toate anotimpurile. Când au fost studiate anumite surse de zahăr, furnicile au preferat zaharoza în locul altor zaharuri, cum ar fi fructoza sau glucoza.

### Alocarea hranei
Furajoarele colectează alimente care se află în jurul zonei cuibului și le aduc înapoi în colonie pentru a le împărtăși cu celelalte furnici. T. sesile are colonii polidomoase, ceea ce înseamnă că o colonie are mai multe cuiburi. Din acest motiv, T. sesile este foarte bun la căutarea hranei atunci când există o mare variație în distribuția resurselor. În loc să se întoarcă la un cuib îndepărtat pentru a livra alimente, ei mută muncitorii, reginele și puii pentru a fi mai aproape de mâncare, astfel încât să poată reduce costurile în efortul de transport al alimentelor. Aceasta se numește "hrană pentru căutarea hranei pentru locurile centrale dispersate". De asemenea, s-a constatat că timpul de înjumătățire al șederii la orice cuib a fost de aproximativ 12,9 zile.
Buczkowski și Bennett au studiat, de asemenea, modelul mișcării alimentelor într-un cuib. Ei au etichetat zaharoză cu proteine imunoglobină G (IgG) și apoi le-au identificat folosind un test imunosorbant legat de enzimă (ELISA) pentru a urmări mișcarea alimentelor. Ei au descoperit că alimentele erau răspândite prin "trophallaxis"(un animal care regurgitează hrana pentru altul). În ciuda acestei răspândiri tromorale a alimentelor, muncitorii au păstrat cea mai mare parte a zaharozei. Ei au descoperit, de asemenea, că unele regine au primit mai multă hrană decât altele, sugerând o ierarhie a dominației chiar și între regine. De asemenea, ei au descoperit că cuiburile erau situate într-un sistem de trasee și că distribuția lor depindea de locul în care se aflau alimentele și de distanța dintre aceste petice de hrană. S-a constatat, de asemenea, că rata de hrănire a trophallactic depinde de numărul de furnici pe cuib și de calitatea alimentelor disponibile. Când numărul donatorilor este menținut constant, dar numărul total de persoane a crescut, mai multe persoane testează pozitiv pentru markerul alimentar. Acest lucru indică faptul că mai multe persoane mănâncă, dar cantitatea pe care o mănâncă este mai mică. Dacă numărul donatorilor a fost dublat, iar mărimea populației globale a crescut, numărul persoanelor care primesc alimente s-a dublat, indicând din nou că numărul persoanelor hrănite a crescut, dar că cantitatea de alimente consumate pe cap de locuitor a scăzut.
Atunci când caută hrană, orientarea primară este atunci când furnicile explorează un teren nou fără îndrumarea traseelor mirosului. Orientarea secundară este atunci când terenul a fost explorat și există trasee de miros preexistente pe care furnicile le folosesc pentru a se orienta. Când furnicile T. sesile se orientează pentru prima dată se bazează adesea pe topografie. Principalele tipuri de elemente pe care se bazează sunt elevate bilateral, deprimate bilateral, elevate unilateral și unilateral deprimate. Ei folosesc aceste tipuri de suprafețe pentru a se orienta de-a lungul și pentru a pune primele trasee de miros, care pot fi apoi urmate în viitor, la sursa de hrană, de alte furnici.

### Comportamente sezoniere
S-a constatat, de asemenea, că această specie de furnici practică "polidomia" sezonieră (având mai multe situri de colonie) pentru a avea acces la mai multe surse de hrană. Colonia se va îngroașa într-un singur cuib, iar apoi în timpul primăverii și verii, când resursele sunt mai abundente, vor forma mai multe cuiburi. Acest lucru le permite să utilizeze mai bine sursele de hrană, care ar putea fi răspândite. În timpul iernii se vor întoarce din nou în aceeași locație a cuibului. Polidomia sezonieră este destul de rară și se găsește numai în 10% din toate speciile polidomoase. Polidomia sezonieră nu se găsește în multe specii de furnici, dar există multe specii de furnici, inclusiv T. sesile, care se deplasează într-un sezon: Migrarea către locuri furajere mai bune este comună.
Modelele de activitate sezonieră ale furnicilor au fost, de asemenea, studiate și, corespunzând polidomiei sezoniere, s-a observat că furnicile au afișat cea mai mare activitate între martie și septembrie și nu au afișat aproape nicio activitate din octombrie până în decembrie. De asemenea, au fost studiate modelele de activitate zilnică. În martie T. sessile furajere în timpul zilei, dar în aprilie acest model sa schimbat și furnică a început să furaje atât în timpul zilei cât și noaptea. În cea mai mare parte a verii, T. sessile prezintă niveluri scăzute de activitate pe parcursul zilei și al nopții.

### Concurența cu alte furnici
Concurența între specii este adesea clasificată ca exploatare sau interferență. Exploatarea implică găsirea și utilizarea resurselor limitate înainte ca acestea să poată fi utilizate de alte specii, în timp ce interferența este actul de a împiedica pe alții să obțină resurse printr-o forță mai directă sau agresiune. Când vine vorba de aceste comportamente, o specie este considerată dominantă dacă inițiază un atac și subordonată dacă evită alte specii. În comparație cu alte opt specii de furnici, T. sesile a fost mai subordonată la scară dominantă față de cea subordonată. Furnica nu prezintă o tendință mare de atac, preferând să folosească secreții chimice în loc să mușcă.
Atunci când "T. sesile", o specie subordonată, se afla în prezența unor specii dominante de furnici, cum ar fi "C. ferrugineus", "P. imparis", "Lasius alienus", și "F. subsericea", acestea au redus timpul petrecut pentru căutarea hranei. Acest lucru a fost testat cu ajutorul momelii, iar atunci când speciile subordonate, cum ar fi T. sessile, au întâlnit o specie dominantă, acestea au părăsit momeala. Atunci ar fi logic ca speciile subordonate să se furajereze într-un alt moment decât speciile dominante, astfel încât să poată evita confruntarea, dar există o suprapunere considerabilă în perioada de căutare a hranei zilnic și sezonier. Deoarece furajele T. sesile în același timp cu speciile dominante, dar evită alte furnici de hrănire, acestea trebuie să aibă abilități excelente de exploatare pentru a supraviețui.
Una dintre speciile invazive cu care "T. sesile" a trebuit să se confrunte este furnica argentiniană ("Linepithema humile"). Studiile privind interacțiunile sale cu L. umilință i-au ajutat pe cercetători să înțeleagă mai bine agresiunea T. sessile. T. sessile furnici rareori lupta alaturi de colegii lor de cuib: Ei au fost observate doar să fi luptat colectiv în șase din patruzeci de interacțiuni. Acest lucru a făcut adesea ca T. sesile să piardă altercații cu alte specii de furnici, cum ar fi L. humile, chiar și atunci când erau prezenți mai mulți indivizi T. sesile. În timp ce alte specii de furnici, cum ar fi L. humile luptă împreună, T. sesile nu. T. sessile este, totuși, mai probabil să câștige în interacțiuni unu-la-unu, deoarece acestea au o apărare chimică eficientă.

### Alte obiceiuri
Această specie este o furnică măturătoare / prădător care va mânca majoritatea alimentelor de uz casnic, în special cele care conțin zahăr, precum și alte insecte- s. În interior se vor coloniza în apropierea surselor de căldură sau în izolație. În situații calde și uscate, cuiburile au fost găsite în plantele de casă și chiar în capacele toaletelor. În aer liber au tendința de a coloniza sub roci și expuse sol. Cu toate acestea, ele par să formeze colonii practic oriunde, într-o varietate de condiții.
În experimentele în care muncitorii T. sessile erau închiși într-o zonă fără regină, s-a observat ouarea (de către muncitori), deși muncitorii au distrus orice prepupa care ieșea din ouă.
Furnicile mirositoare de casă au fost observate colectând miere pentru a se hrăni de la afides, insecte de scară și membracids.
Ele par a fi mai susceptibile de a invada casele după ploaie (care spală mierea pe care o colectează).
Furnicile mirositoare de casă par a fi foarte tolerante cu alte furnici, fiind observate cuiburi compuse formate din mai multe specii de furnici care includeau T. sesile.

## Prădători și paraziți
Unele păsări și broaște vor mânca furnici mirositoare de casă ocazional.
Wheeler (1916) menționează "Bothriomyrmex dimmocki ca un posibil parazit al coloniilor mirositoare de furnici de casă, sugerând că reginele B. dimmocki invadează și înlocuiesc reginele T. sesile .
"Isobrachium myrmecophilum (o viespe mică) pare să paraziteze furnicile mirositoare de casă.

## Controlul dăunătorilor
T. sessile nu sunt greu de controlat; ele sunt vulnerabile la majoritatea ucigașilor de furnici, care sunt deosebit de eficienți atunci când sunt aplicați de îndată ce se observă prezența lor. Dacă sunt tratate din timp, numărul lor poate fi adus sub control în doar câteva zile. Cu toate acestea, cu cât o colonie este ignorată mai mult, cu atât populația devine mai mare și cu atât va dura mai mult pentru a șterge infestarea - posibil câteva săptămâni. Aceste furnici invadează cel mai frecvent clădirile la sfârșitul iernii și la începutul primăverii (în special după ploaie), moment în care ar trebui să fie în căutarea furnicilor nou-sosite care caută hrană în interior.
Pentru a descuraja imigrația, apa de pe pardoseală ar trebui eliminată din casă, deoarece T. sesile sunt atrase de umiditate. Plantele ar trebui să fie tăiate departe de clădiri, astfel încât acestea să nu facă rute convenabile pentru intrarea deasupra solului. Crăpăturile, găurile și îmbinările trebuie sigilate cu poliuretan spumă sau Călăfătuite, în special cele care se află în apropierea solului. Lemnele de foc, rocile și alte materiale nu ar trebui depozitate lângă o casă, deoarece oferă locuri pentru construirea cuiburilor  în apropierea casei, iar "T. sessile" își mută în mod natural coloniile pentru a fi în apropierea locurilor furajere de succes.